# Allée de châtaigniers à La Celle-Saint-Cloud
Allée de châtaigniers à La Celle-Saint-Cloud, aussi appelé Lisière de la forêt de Fontainebleau, est un tableau pré-impressionniste d'Alfred Sisley peint en 1865 dans les bois de La Celle-Saint-Cloud. Il aurait été proposé au Salon de 1867 où il fut refusé. Acheté à Sisley par Jean-Baptiste Faure en 1877, il rejoint en 1919 la collection de Joseph Duveen qui en fit don en 1921 au Musée du Petit Palais à Paris en France où il se trouve de nos jours. 

## Contexte

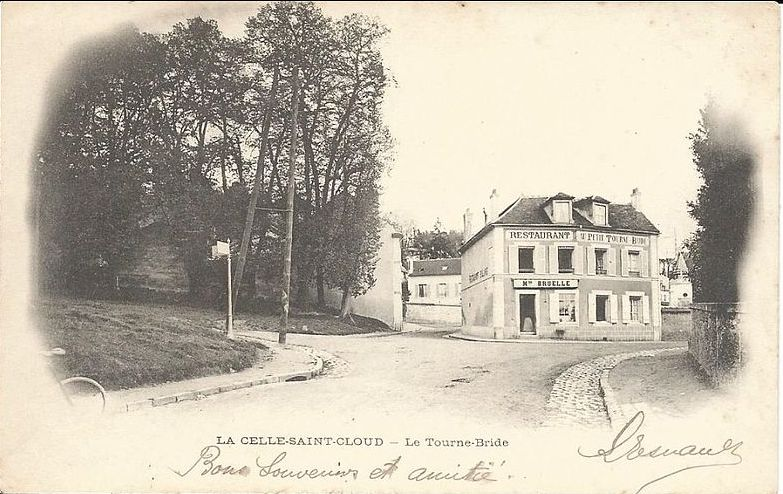
La Celle-Saint-Cloud, restaurant Le Tourne-Bride.

Si cette toile est décrite comme ayant été peinte dans la forêt de Fontainebleau par des sources des années 1960, elle est décrite comme représentant la forêt de La Celle-Saint-Cloud dans des sources ultérieures.
Alfred Sisley, Frédéric Bazille et Auguste Renoir qui se donnaient rendez-vous au restaurant Le Tourne-Bride au village de La Celle au dessus du Château de La Celle ont monté leurs chevalets au même abord du bois de La Celle-Saint-Cloud. 
Selon François Daulte, Sisley séjourne à La Celle-Saint-Cloud en mai 1865.
En 1865, Alfred Sisley peint dans les bois de La Celle-Saint-Cloud Allée de châtaigniers à La Celle-Saint-Cloud avec Bazille, sa première toile répertoriée peinte sur le motif. Il en réalisera au moins 2 autres sur ce sujet, dont la même année, une toile variante portant le même titre, aujourd'hui à l'Ordrupgaard museum de Copenhague et en 1867 Allée de châtaigniers près de La Celle Saint-Cloud, exposé au Salon de Paris en 1868, aujourd'hui à la Southampton City Art Gallery.
Outre l'intérêt de Paul Huet et Daubigny pour la région de Saint-Cloud, depuis le début du XIXe siècle les Parisiens en firent un lieu de villégiature, fuyant Paris en expansion. Le tableau de Sisley évoque cet aspect de refuge dans la nature recherché des Parisiens comme l'atteste la description que Gustave Flaubert fait de ces bois dans L'Éducation sentimentale.

## Description
Sisley représente des châtaigniers de Tournebride des bois de La Celle-Saint-Cloud.
MaryAnne Stevens (en) décrit ainsi la toile : « Poussant les bords de la toile comme pour s'en échapper, l'horizon fuit en courbe à partir du centre suggérant, semble-il, un continuum spatial, comme si la portion précise du paysage en question avait été choisie au hasard. Le sujet du paysage est donc suspendu à mi-distance, rendu inaccessible par les affleurements rocheux qui ponctuent le premier plan. »
La composition de la toile qui bannit toute représentation pittoresque rappelle celles de ses deux autres toiles Vue de Montmartre, depuis la Cité des Fleurs aux Batignolles et L'Église de Noisy-le-Roi, effet d'automne selon un procédé que le peintre utilisa pour ses vues panoramiques, y compris à Moret-sur-Loing.

## Analyse
Si la composition du tableau est novatrice, la technique du peintre montre qu'il connaissait parfaitement celles des paysagistes qui l'avaient précédés. L'influence de Corot apparaît dans le dégradé des verts en couches minces figurant les arbres et le premier plan, tandis que celles de Théodore Rousseau et de Courbet sont évoquées par la touche large et la couleur, notamment dans la représentation des rochers.
La grande taille de la toile et l’existence d'une variante suggèrent que Sisley avait l'intention de l'exposer au Salon de Paris,. Il pourrait s'agir du tableau qui fut refusé au Salon de 1867, une année où les toiles de nombre des futurs impressionnistes ne furent pas admises.

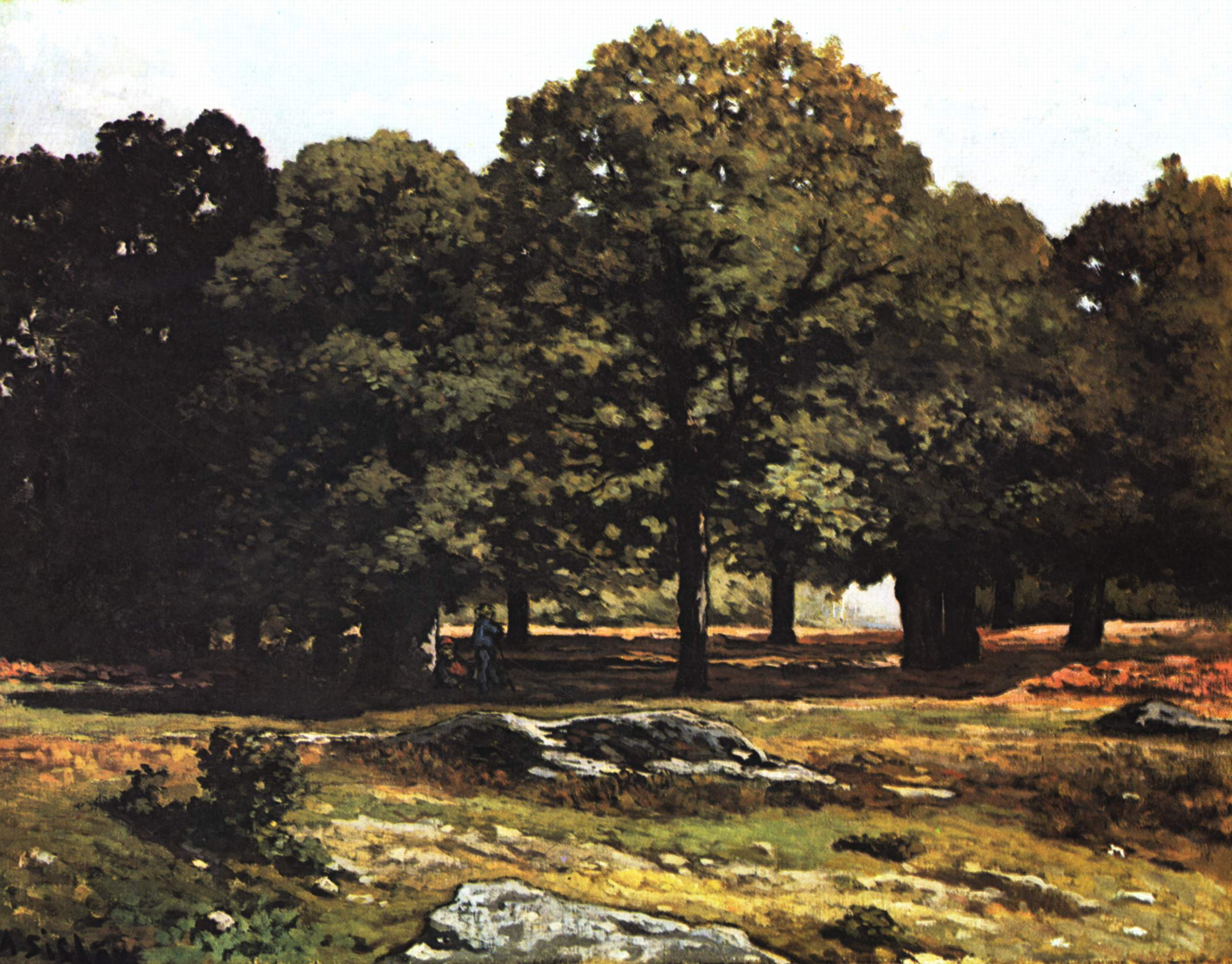
Allée de châtaigniers à La Celle-Saint-Cloud, 1865 par Sisley, Ordrupgaard museum de Copenhague
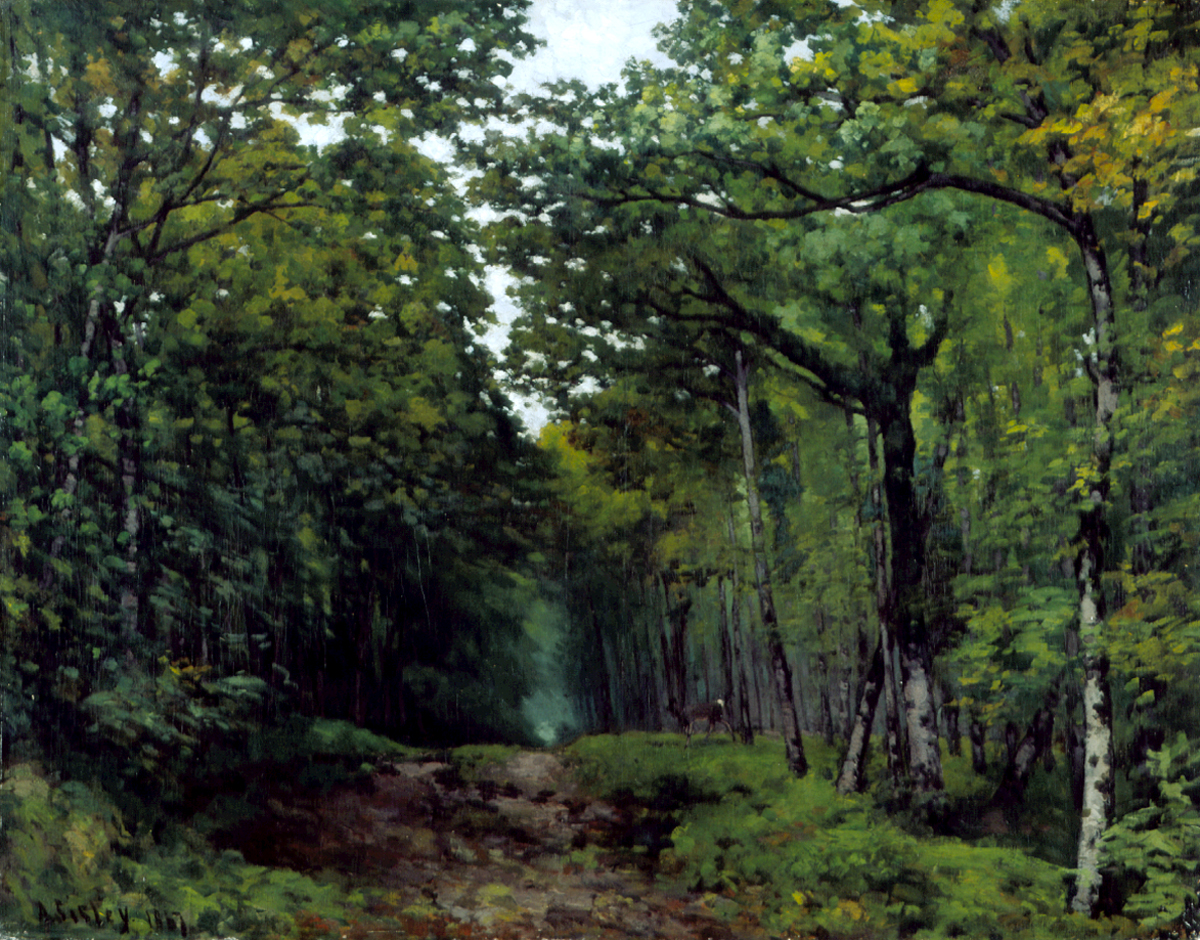
Allée de châtaigniers près de La Celle Saint-Cloud, 1867 par Sisley, Southampton City Art Gallery

## Provenance
- Acheté en 1877 à Sisley par Jean-Baptiste Faure[6], dans sa collection jusqu'à sa mort en 1914[4]
- Appartient de 1915 à 1919 à l'épouse du fils de Jean-Baptiste Faure, Maurice Faure mort en 1915[4]
- Vendu à Paul Durand-Ruel et Georges Petit le 1er février 1919[4]
- Vendu à sir Joseph Duveen, Londres, 1919[4]
- Don au Petit Palais le 29 décembre 1921[6].